# Élisabeth Bouscaren
Élisabeth Bouscaren (1956) és una matemàtica francesa que treballa en geometria algebraica, àlgebra i lògica matemàtica (teoria de models).
Bouscaren va obtenir el doctorat l'any 1979 a la Universitat Denis Diderot de Paris VII i la seva habilitació l'any 1985. A partir de 1981, va treballar al Centre Nacional de la Recerca Científica (CNRS) fins que, l'any 2005, es va traslladar a la Universitat de Paris Sud. D'ençà de 2007, ha ocupat la posició de Directora de Recerca al CNRS.
Ha estat becària visitant de la Universitat Yale, de la Universitat de Notre Dame i del MSRI, i ha publicat un llibre sobre la demostració d'Ehud Hrushovski de la conjectura de Mordell-Lang. Va ser conferenciant convidada en la sessió de lògica del Congrés Internacional de Matemàtics de 2002.

## Publicacions seleccionades
- Bouscaren, Elisabeth. Logic Colloquium 2000. 19.  Urbana, IL: Association for Symbolic Logic, 2005, p. 3–31. «Model theory and geometry»
- Bouscaren, E.; Delon, F. «Groups definable in separably closed fields». Transactions of the American Mathematical Society, 354, 3, 2002, p. 945–966. DOI: 10.1090/S0002-9947-01-02886-0.
- Bouscaren, E.; Delon, F. «Minimal groups in separably closed fields». Journal of Symbolic Logic, 67, 1, 2002, p. 239–259. DOI: 10.2178/jsl/1190150042.
- Bouscaren, Élisabeth «Théorie des modèles et conjecture de Manin-Mumford (d'après Ehud Hrushovski)» (en francès). Astérisque, 276, 2002, p. 137–159., Séminaire Bourbaki 1999/2000
- Model Theory and Algebraic Geometry: An introduction to E. Hrushovski's proof of the Geometric Mordell–Lang Conjecture. 1696.  Berlin: Springer-Verlag, 1998. DOI 10.1007/978-3-540-68521-0. ISBN 3-540-64863-1.
- Bouscaren, E.; Hrushovski, E. «On one-based theories». Journal of Symbolic Logic, 59, 2, 1994, p. 579–595. DOI: 10.2307/2275409.